# Inovação social
Inovação social é um termo que se refere a novas estratégias, conceitos e organizações que atendem a necessidades  sociais de todos tipos -- das  condições de trabalho e educação até desenvolvimento de comunidades e saúde - que desenvolvem e fortalecem a sociedade civil. Estas inovações sociais podem ser compreendidas como situações coletivas de pró-atividade que visam produzir soluções para problemas de interesse comum, baseadas em novas formas de interação social. Nas inovações sociais, a comunidade se encarrega de solucionar seus próprios problemas, muitas vezes produzindo novos modelos econômicos alternativos ao vigente e/ou sem necessariamente haver trocas de natureza financeira.
A Comissão Europeia define inovações sociais como sendo “sociais, tanto nos seus fins como nos seus meios”. A expressão “meios sociais” sugere que este tipo de inovação é um processo de co-criação envolvendo um conjunto de partes interessadas inseridas na sociedade que trabalham de forma interdependente ou coletiva; “Fins sociais” implica que tais práticas levam a resultados socialmente benéficos.

## História
Ao longo dos anos, o termo inovação social desenvolveu vários significados diferentes, mas similares. Ele pode ser usado para se referir a processos sociais de inovação, tais como os métodos e técnicas do código aberto. Além disso, pode se referir às inovações que tenham um propósito social, como microcrédito e educação à distância. O conceito pode também se aproximar do empreendedorismo social (o empreendedorismo não é necessariamente inovador, mas pode ser uma forma de inovação). E também se aproxima da inovação nas  políticas públicas e na governança. A inovação social pode ocorrer dentro do governo, dentro das organizações com fins lucrativos, ou naquelas  sem fins lucrativos. Contudo, hoje a inovação social está ocorrendo mais eficazmente no espaço entre os três setores. Pesquisas recentes se focaram nos diferentes tipos de plataformas necessários para facilitar a inovação colaborativa entre setores  Atualmente, a inovação social está se tornando crescentemente importante na academia, em particular na discussão de seus conceitos teóricos .

## Comunidades criativas
Estas novas formas de organização características da inovação social, genericamente nomeadas como “comunidades criativas”, podem ser definidas como comunidades de prática formadas por grupos de pessoas que, por diversas motivações (tanto particulares quanto coletivas), têm soluções projetadas de forma autônoma e acabam por fornecer respostas aos desafios que a sociedade enfrenta no processo de transição para formas mais sustentáveis de produzir e consumir.
Comunidades criativas são geralmente organizadas no sentido bottom-up, ou seja, a partir dos próprios sujeitos afetados por determinado problema ou necessidade. Desta forma, tem o potencial de gerar inovações radicais nos sistemas locais ou, até mesmo, a descontinuidade de hábitos individuais e/ou sistemas inteiros em relação a um dado contexto. Não raramente desafiam os modos tradicionais de produzir, de consumir e de se relacionar com o outro.

## Banco de Inovação Social
O Banco de Inovação Social é a primeira rede e plataforma colaborativa de apoio à inovação social em Portugal, promovida e gerida pela Santa Casa da Misericórdia de Lisboa. É participada por 27 instituições públicas e privadas, que contribuem com diferentes activos para a prossecução da missão do BIS.